# Mala Kohnivka, Kremenciuk
Mala Kohnivka (în ucraineană Мала Кохнівка) este un sat în comuna Potokî din raionul Kremenciuk, regiunea Poltava, Ucraina.

## Demografie
Componența lingvistică a localității Mala Kohnivka
     Ucraineană (84,4%)
     Rusă (8,15%)
     Romani (7,11%)
     Alte limbi (0,09%)
Conform recensământului din 2001, majoritatea populației localității Mala Kohnivka era vorbitoare de ucraineană (84,4%), existând în minoritate și vorbitori de rusă (8,15%) și romani (7,11%).